# Hydropsyche phalerata
Hydropsyche phalerata là một loài Trichoptera trong họ Hydropsychidae. Chúng phân bố ở miền Tân bắc.